# Tubba'
Tubbaʿ (plurale Tabābiʿa) (in arabo ﺗﺒﻊ‎?) era il termine con cui gli Arabi preislamici indicavano i sovrani di Himyar, che segnarono tra la fine del III secolo - quando Shammar Yur'ish depose la dinastia sabea e il sovrano dell'Hadramawt - e i primi del VI secolo, prima quindi della conquista persiana dei territori yemeniti.
Capitale del loro regno era Zafar.
Il titolo adottato, secondo le numerose testimonianze epigrafiche, era quello di "re di Saba e di Dhū Raydan, dell'Hadramawt e di Ymnat".
Uno dei tubbaʿ meglio conosciuti è senz'altro Abū Karīb Asʿad, a causa della lunga serie di campagne militari che lo portarono a percorrere i territori dell'Arabia centrale.
L'ultimo a portare tale titolatura fu Abraha.

## Elenco dei 'Tubbaʿ
Il seguente elenco è stato compilato in base allo studio accurato, condotto sul materiale epigrafico esistente, del dott. Javad Ali (The history of Arab nations before Islam):
|     | Sovrano                                                           | Regno               |
|     | Mukarrib di Saba'                                                 | Mukarrib di Saba'   |
| --- | ----------------------------------------------------------------- | ------------------- |
| 1   | Yatha' Amar Bayin I                                               | circa 1000–950 a.C. |
| 2   | Yada' Il Bayin I                                                  |                     |
| 3   | Samah Ali Yanuf I                                                 |                     |
| 4   | Yatha' Amar Watar I                                               |                     |
| 5   | Yakrib Malek Zarih                                                |                     |
| 6   | Yakrib Malek Watar I                                              |                     |
| 7   | Samah Ali Yanuf II                                                |                     |
| 8   | Yada' Il Bayin II                                                 |                     |
| 9   | Yatha' Amar Watar II                                              |                     |
| 10  | Yada' Ab I                                                        |                     |
| 11  | Yada' Il Bayin III                                                |                     |
| 12  | Yakrib Malek Watar II                                             |                     |
| 13  | Yatha' Amar Bayin II                                              |                     |
| 14  | Karib Il Watar I                                                  |                     |
| 15  | Yada' Ab II                                                       |                     |
| 16  | Akh Karab                                                         |                     |
| 17  | Samah Ali Watar                                                   |                     |
| 18  | Yada' Il Zarih, figlio del nº 17                                  |                     |
| 19  | Samah Ali Yanuf III, figlio del nº 18                             |                     |
| 20  | Yatha' Amar Watar III, figlio del nº 18                           |                     |
| 21  | Yada' Il Bayin IV, figlio del nº 20                               |                     |
| 22  | Yada' Il Watar I, figlio del nº 20                                |                     |
| 23  | Zamir Ali Zarih I, figlio del nº 21                               |                     |
| 24  | Yatha' Amar Watar IV, figlio di Samah Ali Yanuf, figlio del nº 20 |                     |
| 25  | Karab Il Bayin I, figlio del nº 24                                |                     |
| 26  | Samah Ali Yanuf IV, figlio del nº 24                              |                     |
| 27  | Zamir Ali Watar, figlio del nº 26                                 |                     |
| 28  | Samah Ali Yanuf V, figlio del nº 27                               |                     |
| 29  | Yatha' Amar Bayin III, figlio del nº 28                           |                     |
| 30  | Yakrib Malek Watar III                                            |                     |
| 31  | Zamir Ali Yanuf, figlio del nº 30                                 |                     |
|     | Re di Saba'                                                       |                     |
| 32  | Karib Il Watar II, figlio del nº 31                               | 620–600 a.C.        |
| 33  | Samah Ali Zarih, figlio del nº 32                                 | 600–580 a.C.        |
| 34  | Karib Il Watar III, figlio del nº 33                              | 580–570 a.C.        |
| 35  | Il Sharih I, figlio del nº 33                                     | 570–560 a.C.        |
| 36  | Yada' Il Bayin V, figlio del nº 34                                | 560–540 a.C.        |
| 37  | Yakrib Malek Watar IV, figlio del nº 36                           | 540–520 a.C.        |
| 38  | Yatha' Amar Bayin IV, figlio del nº 37                            | 520–500 a.C.        |
| 39  | Karib Il Watar IV, figlio del nº 38                               | 500–480 a.C.        |
| 40  | Yada' Il Bayin VI, figlio del nº 39                               | 480–460 a.C.        |
| 41  | Samah Ali Yanuf VI, figlio del nº 39                              |                     |
| 42  | Yatha' Amar Watar V, figlio del nº 39                             |                     |
| 43  | Il Sharih II, figlio del nº 41                                    | 460–445 a.C.        |
| 44  | Zamir Ali Bayin I, figlio del nº 41                               | 445–430 a.C.        |
| 45  | Yada' Il Watar II, figlio del nº 44                               | 430–410 a.C.        |
| 46  | Zamir Ali Bayin II, figlio del nº 45                              | 410–390 a.C.        |
| 47  | Samah Ali Yanuf VII, figlio del nº 46                             |                     |
| 48  | Karib Il Watar V, figlio del nº 46?                               | 390–370 a.C.        |
| 49  | Karib Yuhan'em, figlio di Ham Athat                               | 390–370 a.C.        |
| 50  | Karib Il Watar VI, figlio del nº 49                               | 350–330 a.C.        |
| 51  | Wahab Shamsam, figlio di Halik Amar                               | 330–310 a.C.        |
| 52  | Wahab Il Yahiz I, figlio di Saraw                                 | 310–290 a.C.        |
| 53  | Anmar Yuha'man I, figlio del nº 52                                | 290–270 a.C.        |
| 54  | Zamir Ali Zarih II, figlio del nº 53                              | 270–250 a.C.        |
| 55  | Nasha Karib Yuha'man, figlio di 54                                | 250–230 a.C.        |
| 56  | Wahab Il Yahiz II                                                 | 180–160 a.C.        |
| 57  | Zamir Ali Bayin III                                               |                     |
| 58  | Anmar Yuha'man II, figlio del nº 56                               |                     |
| 59  | Yasir Yuhan'em I                                                  |                     |
| 60  | Shamir (o Shammar) Yuhar'esh I, figlio del nº 59                  |                     |
| 61  | Karib Il Watar Yuhan'em I, figlio del nº 56                       | 160–145 a.C.        |
| 62  | Yarim Aymin, figlio di Awsalat Rafshan                            | 145–115 a.C.        |
| 63  | Alhan Nahfan, figlio del nº 61                                    |                     |
| 64  | Far'am Yanhab                                                     | 130-125 a.C.        |
|     | Re di Saba' e Dhū Raydan [1° Regno Himyarita]                     |                     |
| 65  | Sha'ram Awtar, figlio del nº 63                                   |                     |
| 66  | Il Sharih Yahzib, figlio del nº 64                                |                     |
| 67  | Yazil Bayin, figlio del nº 64                                     |                     |
| 68  | Hayu Athtar Yazi', figlio del nº 65?                              |                     |
| 69  | Karib Il Watar Yuhan'em II, figlio del nº 57                      |                     |
| 70  | Watar Yuha'min, figlio del nº 66                                  |                     |
| 71  | Zamir Ali Zarih III, figlio del nº 69                             |                     |
| 72  | Nasha Karib Yuha'min Yuharhib, figlio del nº 66                   |                     |
| 73  | Karib Il Bayin II, figlio del nº 71                               |                     |
| 74  | Yasir Yuhasdiq                                                    |                     |
| 75  | Sa'd Shams Asri' figlio del nº 66                                 |                     |
| 76  | Murthid Yuhahmid, figlio del nº 75                                |                     |
| 77  | Zamir Ali Yahbir I, figlio del nº 74                              | 135–175 d.C.        |
| 78  | Tharin Ya'ib Yuhan'im, figlio del nº 77                           | 155-214 d.C.        |
| 79  | Zamir Ali Yahbir II, figlio del nº 78                             |                     |
| 80  | Shamdar Yuhan'im                                                  |                     |
| 81  | Amdan Bayin Yuhaqbiz                                              |                     |
| 82  | Hutar Athat Yafish                                                |                     |
| 83  | Karab Athat Yuhaqbiz                                              |                     |
| 84  | Shahar Aymin                                                      |                     |
| 85  | Rab Shams Namran                                                  |                     |
| 86  | Il Ez Nawfan Yuhasdiq                                             |                     |
| 87  | Sa'd Um Namran                                                    |                     |
| 88  | Yasir Yuhan'em II                                                 |                     |
|     | Re di Saba', Dhu Raydan, Hadramawt e Ymnt [2° Regno Himyarita]    |                     |
| 89  | Shamir (o Shammar) Yuhar'esh II, figlio del nº 88                 | 275–300 d.C.        |
| 90  | Yarim Yuharhibm figlio del nº 89                                  |                     |
| 91  | Yasir Yuhan'im III, figlio del nº 89                              |                     |
| 92  | Tharin Ayfi', figlio del nº 91                                    |                     |
| 93  | Zari' Amar Aymin I, figlio del nº 91                              |                     |
| 94  | Karib Il Watar Yuhan'em III                                       |                     |
| 95  | Tharin Yakrib, figlio del nº 89                                   |                     |
| 96  | Zamir Ali Yahbir III, figlio del nº 95                            | 321–324 d.C.        |
| 97  | Tharin Yuhan'im, figlio del nº 96                                 | 324–375 d.C.        |
| 98  | Malki Karab Yuha'min, figlio del nº 97                            | 375–400 d.C.        |
| 99  | Zari' Amar Aymin II, figlio del nº 98                             |                     |
| 100 | Abu Karib As'id, figlio del nº 98                                 | 324–375 d.C.        |
| 101 | Hasan Yuha'min, figlio del nº 100                                 | 390–440 d.C.        |
| 102 | Sharhib Il Ya'fir, figlio del nº 100                              | 440–450 d.C.        |
| 103 | Sharhib Il Yakif                                                  | 450–465 d.C.        |
| 104 | Ma'di Karib Yan'im, figlio del nº 103                             | 465–480 d.C.        |
| 105 | Luhay'ath Yanuf, figlio del nº 103                                | 480–502 d.C.        |
| 106 | Nawfim, figlio del nº 103                                         | 502–504 d.C.        |
| 107 | Murthid Alan Yanuf                                                | 504–515 d.C.        |
| 108 | Ma'di Karib Ya'fir                                                | 515–517 d.C.        |
| 109 | Yūsuf Ashʿar Dhū Nuwās                                            | 517–530 d.C.        |